# Санвитале, Антонио Франческо
Антонио Франческо Санвитале (итал. Antonio Francesco Sanvitale; 10 февраля 1660, Парма, Пармское герцогство — 17 декабря 1714, Урбино, Папская область) — итальянский куриальный кардинал, папский дипломат и доктор обоих прав. Титулярный архиепископ Эфеса с 16 июля 1703 по 6 мая 1709. Апостольский нунций в Тоскане с 17 августа 1703 по 1 июня 1706. Асессор Верховной Священной Конгрегации Римской и Вселенской Инквизиции с 1 июня 1706 по 1 ноября 1707. Магистр Папской Палаты с 1 ноября 1707 по 6 мая 1709. Архиепископ Урбино с 6 мая 1709 по 17 декабря 1714. Кардинал in pectore с 15 апреля по 22 июля 1709. Кардинал-священник с 22 июля 1709, с титулом церкви Сан-Пьетро-ин-Монторио с 9 сентября 1709 по 17 декабря 1714.